# António Morgado
António Morgado   (Caldas da Rainha, 28 de gener de 2004) és un ciclista portuguès de carretera que actualment corre per a l'equip UAE Team Emirates XRG en categoria UCI World Tour.
Ha guanyat dues medalles d'argent als Campionats del món de ciclisme, una júnior i una altra sub-23. També és Campió portuguès de contrarellotge (2024), com també de ruta i contrarellotge en categories inferiors.

## Palmarès en ruta

###### Palmarès categoria júnior
- 2021
  -  Campió de Portugal en contrarrellotge júnior
  - 1r a la Volta a Besaya i vencedor de dues etapes
  - 1r a la Gipuzkoa Klasika
  - 1r a la Volta a Portugal júnior i vencedor de dues etapes
  - 1r a la Ruta do Albariño i vencedor d'una etapa
  - 1r a la Volta ao Concelho de Loulé i vencedor d'una etapa
  - Vencedor de dues etapes a la Bizkaiko Itzulia
- 2022
  -  Campió de Portugal en ruta júnior
  -  Campió de Portugal en contrarrellotge júnior
  - 1r a la Volta ao Concelho de Loulé i vencedor d'una etapa
  - 1r a la Ruta do Albariño i vencedor d'una etapa
  - 1r a la Gran Premi de Minho i vencedor d'una etapa
  - 1r a la Volta a Besaya i vencedor de dues etapes
  - 1r a la Volta a Valladolid i vencedor de dues etapes
  - 1r a la Ribera del Duero i vencedor de dues etapes
  - 1r a la Volta a Portugal júnior i vencedor de dues etapes
  - 1r al Giro de la Lunigiana
- 2023
  -  Campió de Portugal en contrarrellotge sub-23

### Professional
- 2023
  - 1r a la Volta a Rodes
- 2024
  -  Campió de Portugal en contrarrellotge
  - 1r al Giro de la Romanya
  - Vencedor d'una etapa a la Volta a Astúries
- 2025
  -  Campió de Portugal en contrarrellotge
  - 1r al Gran Premi Castelló
  - 1r a la Figueira Champions Classic